# Universidade de Ciências Médicas de Varsóvia
A Universidade de Ciências Médicas de Varsóvia (Em polaco: Warszawski Uniwersytet Medyczny) foi criado em Janeiro de 1950 devido à fusão dos departamentos médicos, farmacêuticos e dentais da Universidade de Varsóvia e a simultânea criação de uma universidade separada.
A Universidade de Ciências Médicas de Varsóvia é a maior universidade médica da Polónia e uma das mais prestigiadas. 

## Cursos
Atualmente, a oferta educacional da Universidade Médica da Varsóvia propõe 14 cursos diferentes:
- Análise médica,
- Audiofonologia com audição próteses.
- Nutrição,
- Electroradiologia,
- Farmácia,
- Fisioterapia,
- Medicina,
- Medicina e Odontologia,
- Fonoaudiologia geral e clínica (curso realizado em conjunto com a Universidade de Varsóvia)
- Enfermagem,
- Obstetrícia,
- Emergência médica,
- Tecnologia odontológica,
- Saúde pública com especialização higiene dental.

Além disso, a Universidade oferece vários cursos de doutoramento e pós-graduação. 

## Ligações Externas
- Website da Universidade de Ciências Médicas de Varsóvia
- Perfil na platforma Study in Poland